# Kultura Hongshan
Kultura Hongšan (enostavno kitajsko: 红山文化; tradicionalno kitajsko: 紅山文化; pinyin: Hóngshān wénhuà) je bila neolitska kultura v severovzhodni Kitajski. Hongšan mesta so našli na območju, ki se razteza od Notranje Mongolije so Liaoninga in datira okoli 4700 do 2900 pr. n. št. 
Kultura je imenovana po Hongšanhou (enostavno kitajsko: 红山後; tradicionalno kitajsko: 紅山後; pinyin: Hóngshānhòu), mestu v okrožju Hongšan, Čifeng. Hongšanhou je odkril japonski arheolog Torii Ryūzō leta 1908 in sta ga intenzivno izkopavala leta 1935 Kōsaku Hamada in Mizuno Seiichi.

## Zgodovinski kontekst
V severni Kitajski, je kultura Hongšan nasledila kulturo Šjinglongva (6200-5400 pr. n. št.), kulturo Šjinle (5300-4800 pr. n. št.) in kulturo Džaobaogou, ki je bila sodobnik s Šjinle in nekoliko pozneje.
Kultura Jangšao je živela na večjem območju in je bila sodobnik kulture Hongšan (glej karto). Ti dve kulturi sta bili v interakciji druga z drugo.

## Artefakti
Hongšan grobni artefakti obsegajo nekatere od prej znane primere izdelkov iz žada. Kultura Hongšan je znana po svojih žadastih prašičjih zmajih in zarodkih zmajev. Glinene figurice, vključno figurice nosečnic, so se pokazale v vseh Hongšan najdiščih. Izkopali so tudi male bakrene obroče. 

## Religija
Arheološko najdišče Niuheliang je edinstven obredni kompleks povezan s kulturo Hongšan.
Raziskovalci so odkrili podzemni tempeljski kompleks, ki je obsegal oltar in tudi gomilo v Niuheliang. Tempelj je bil zgrajen iz kamnite platforme, s poslikanimi stenami. Arheologi so mu dali ime Tempelj Boginj zaradi odkritja glinene ženske glave z žadastimi vstavljenimi očmi. Podzemna struktura je bila 1 m globoko.
V notranjosti Templja Boginje so bile glinene figure tako velike kot trikratnih velikosti resničnih ljudi. Silno velike figure so morebiti božanstva, ampak za religijo ne odražajo v nobeni drugi kitajski kulturi.
Obstoj kompleksnih trgovskih mrež in monumentalne arhitekture (kot so piramide in Tempelj boginje), kažejo na obstoj »poglavarja«, v teh prazgodovinskih skupnostih.
V templju je bila odkrita tudi poslikana lončenina. V bližini so odkrili več kot 60 grobnic, vse zgrajene iz kamna in kamnite gomile, pogosto z vključenimi žadastimi artefakti.
Gomile so odkrili na vrhu dveh sosednjih hribov, bodisi z okroglimi ali kvadratnimi stopničastimi grobnicami, narejenimi iz nasekanega apnenca. V notranjosti so bili pokopani kipi zmajev in želv.
Menijo, da so versko žrtvovanje verjetno izvajali tudi v kulturi Hongšan. 

## Feng šuj
Tako kot dokazi najdeni pri zgodnji kulturi Jangšao, tudi lokacije kulture Hongšan kažejo zgodnjo prisotnost feng šuj. Prisotnost obeh, okrogle in kvadratne oblike obrednih centrov kulture Hongšan kažejo zgodnjo prisotnost gaitian kosmografije (»okrogla nebesa, kvadrat zemlja«).
Zgodnji feng šuj se opira na astronomijo, ki išče povezavo med človekom in vesoljem.

## Razvoj kitajske civilizacije
Nekateri kitajski arheologi kot Guo Da-shun gleda kulturo Hongšan kot pomembno fazo zgodnje kitajske civilizacije. Zgodovinski jezikoslovec Robert Blench izpodbija to stališče, ko trdi, da ni dokazov, da bi bila ta regija Sinitic-govoreča v tem obdobju in da je veliko bolj verjetno, da bi regija bila poseljena z ne-kitajskimi govorci. Ne glede na jezikovno afiniteto starodavnih prebivalcev za kulturo Hongshan verjamejo, da je lahko vplivala na razvoj zgodnje kitajske civilizacije. Prav tako je prispevala k razvoju naselij v starodavni Koreji, kot pravi Keith Pratt. 

## Genetika
Za predstavnike kulture Hongšan iz najdišča Niuheliang (6500-5000 pred našim štetjem), so ugotovili 3 različne Y-kromosome podrazreda haplotipov. N1 (xN1a, N1c), C in O3a (O3a3).